# 23310 Siriwon
23310 Siriwon este un asteroid din centura principală de asteroizi.

## Descriere
23310 Siriwon este un asteroid din centura principală de asteroizi. A fost descoperit pe 4 ianuarie 2001 la Socorro, New Mexico, în cadrul proiectului LINEAR. Asteroidul prezintă o orbită caracterizată de o semiaxă mare de 2,26 ua, o excentricitate de 0,08 și o înclinație de 4,9° în raport cu ecliptica.